# Catocala optata
Catocala optata är en fjärilsart som beskrevs av Jean Baptiste Godart 1824. Catocala optata ingår i släktet Catocala och familjen nattflyn. Inga underarter finns listade i Catalogue of Life.